# Shenandoah nationalpark
Shenandoah nationalpark ligger i delstaten Virginia i USA. Nationalparken är extremt långsmal och det går bilväg genom hela dess längd. Nationalparken går i nord-sydlig riktning längs en del av Blue Ridge Mountains med dalgången Shenandoah Valley och floden Shenandoah i väster och platåregionen Virginia Piedmont i öster.